# 踏水镇 (乐山市)
踏水镇，是中华人民共和国四川省乐山市沙湾区下辖的一个乡镇级行政单位。撤销碧山乡，将其所属行政区域划归踏水镇管辖。

## 行政区划
踏水镇下辖以下地区：
踏水社区、踏水村、石埂村、金河村、公坪村、长坪村、新德村、魏槽村和黄坝村。